# 船昌
株式会社船昌(ふなしょう)は、東京都大田区に本社を置く、青果の仲卸を行う企業である。

## 概要
大正13年(1924)創業の青果物仲卸業者である。
商品の鮮度や衛生維持の観点からコールドチェーン(低温を維持した状態での物流システム)に対応した大規模な荷捌施設を保有している。システム化にも注力しており、伝票レス、仕入データ・照合のオンライン化等のシステム構築が行われている。

## 沿革
- 1924年（大正13年）- 神田市場に果物問屋「船昌商店」を開業
- 1928年（昭和3年）-  神田市場落成、「市設神田市場」となる
- 1941年（昭和16年）- 太平洋戦争勃発、国の食糧統制で神田市場閉鎖
- 1948年（昭和23年）- 神田市場再開、仲卸「船昌商店」として再出発
- 1949年（昭和24年）- 戦後初めて台湾バナナ輸入(1本30～40円)
- 1962年（昭和37年）- 駒込バナナ加工所開設
- 1967年（昭和42年）- 株式会社船大を吸収合併、株式会社船昌を設立
- 1971年（昭和46年）- 「新市場法」公布、これにより「仲買人」の呼び名が法的に消滅し「仲卸業者」と改められる
- 1974年（昭和49年）- 輸入部門を分離独立、船昌商事株式会社を設立
- 1989年（平成元年）- 神田市場が大田市場への移転にともない、船昌本社を大田市場に移転
- 1991年（平成3年）- 新本社ビル完成、オレンジ・牛肉輸入自由化開始
- 1992年（平成4年）- 関野進　代表取締役に就任
- 2004年（平成16年）- 卸売市場法が改正され買付集荷が全面自由化
- 2011年（平成23年）- 関野裕　代表取締役に就任、F・C・C（フナショウチルドセンター）第1物流センター完成
- 2013年（平成25年）- 株式会社ファームステーションを完全子会社として設立
- 2017年（平成29年）- 株式会社船昌GLOBAL CARGOを完全子会社として設立、F・C・C第2物流センター完成、TRC物流センター完成
- 2022年（令和4年）- EC事業として「Seika 」を開設、株式会社f.diningを完全子会社として設立
- 2023年（令和5年）- 株式会社f.diningにより東京都港区南青山にレストラン「DEK 青山[2]」を開店
- 2024年（令和6年）- 創業100周年を迎える

## グループ会社
- 株式会社 ファームステーション
- 株式会社 船昌 GLOBAL CARGO
- 株式会社 f.dining